# Tiranni di Atene
Questa è una lista dei tiranni ad Atene nell'epoca classica prima della nascita della democrazia e dopo la guerra del Peloponneso.
La polis di Atene fu fondata nel III millennio a.C. probabilmente dal sinecismo di villaggi micenei, difendendosi dai Dori alla fine del II millennio a.C.; la città ebbe sviluppo durante il Medioevo ellenico, ma nel VI secolo a.C. alcuni cittadini ateniesi tentarono di instaurare una tirannide.
Erroneamente si ritiene che anche Dracone (o Draconte) e Solone siano stati tiranni di Atene: ad oggi gli storici sono certi che questi furono non tanto tiranni, ma i primi legislatori nella storia Ateniese, durante quel periodo (VII-VI sec. a.C.) che vide la polis finalmente placarsi, dopo secoli di tremendi conflitti sociali (στάσεις).

## Pisistrato (546-528 a.C.)
Dopo un esilio, Pisistrato resse l'ultima tirannide dell'Atene classica. Aiutò la piccola proprietà terriera, istituì i giudici itineranti, diede impulso all'artigianato e ai commerci via mare accrescendo il valore della dracma sempre più utilizzata, fondò il primo tempio di Atena sull'Acropoli e rese la polis un centro culturale istituendo le prime rappresentazioni teatrali. La tirannide di Pisistrato è ricordata come un lungo periodo di pace.

## Ippia (528-511 a.C.) e Ipparco (528-513 a.C.)
A Pisistrato succedette il figlio Ippia. Nonostante il legame parentale nessun cittadino protestò. Ma nel 513 a.C. quando suo fratello Ipparco fu assassinato e Ippia fu cacciato dagli Alcmeonidi aiutati dagli spartani perché Ippia stava dalla parte del popolo mentre la famiglia stava dalla parte di un governo aristocratico.

## I Trenta Tiranni (aprile 404-403 a.C.)
Nel 405 a.C. lo spartano Lisandro sconfisse la flotta ateniese presso Egospotami; la Lega di Delo si sfaldò portando all'abbandono della lega a tutte le città aderenti eccetto Samo. Nell'aprile del 404 a.C. un gruppo di trenta ateniesi filospartani fondarono un regime oligarchico sulla polis, chiamato appunto "dei Trenta Tiranni": condannarono a morte ed esiliarono i democratici presenti in città. Questo, però, durò solo un anno; nel 403 a.C. un gruppo di ateniesi ribelli alla tirannide rifugiatisi a Tebe comandati da Trasibulo vinsero i tiranni e ristabilirono la democrazia nella città. Nonostante questa crisi politica, ad Atene fiorì comunque l'attività culturale di filosofi, commediografi e oratori.